# Letecké muzeum Shearwater
Letecké muzeum Shearwater je letecké muzeum umístěné na někdejší vojenské letecké základně CFB Shearwater nedaleko Halifaxu v Novém Skotsku. Zaměřuje se na kanadské námořní letectví. Provoz zahájilo roku 1978. Roku 1995 se přesunulo do nových prostor a roku 2001 bylo rozšířeno o nové prostory. Muzeum má venkovní i kryté výstavní plochy. Obsahuje i expozici o poslední kanadské letadlové lodi HMCS Bonaventure (CVL-22).

## Exponáty
- Fairey Swordfish Mk.II
- Harvard Mk.II
- Fairey Firefly FR.I
- Grumman TBM-3E Avenger
- Canadair CT-133 Silver Star
- McDonnell F2H-3 Banshee
- McDonnell CF-101B Voodoo
- Piasecki HUP-3
- de Havilland Canada CS2F-3 Tracker
- Canadair CT-114 Tutor
- Sikorsky CH-124 Sea King
- Sikorsky HO4S-3

## Galerie

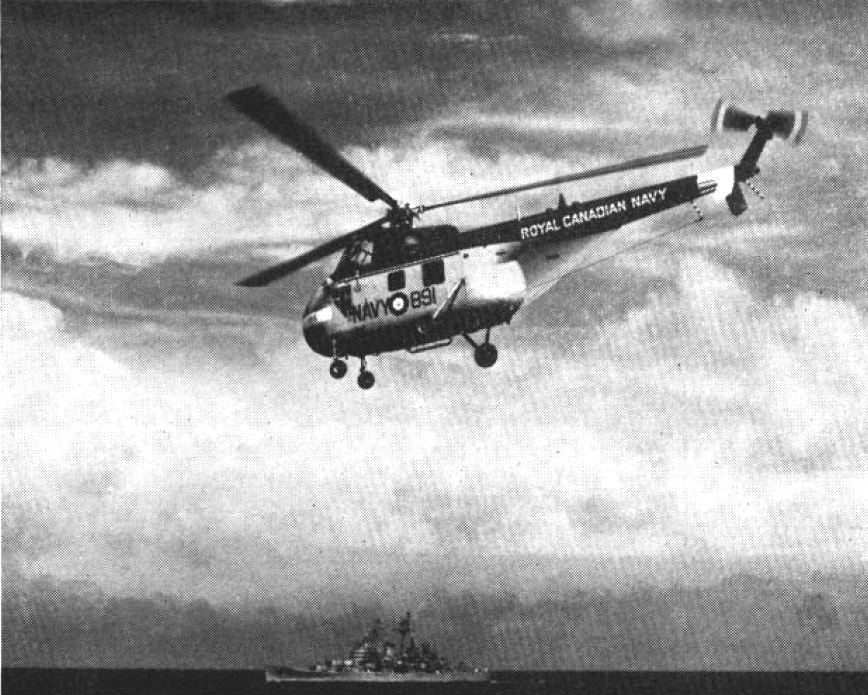
Kanadský vrtulník Sikorsky HO4S-3 (sériové číslo 55891) po vyřazení získalo letecké muzeum Shearwater
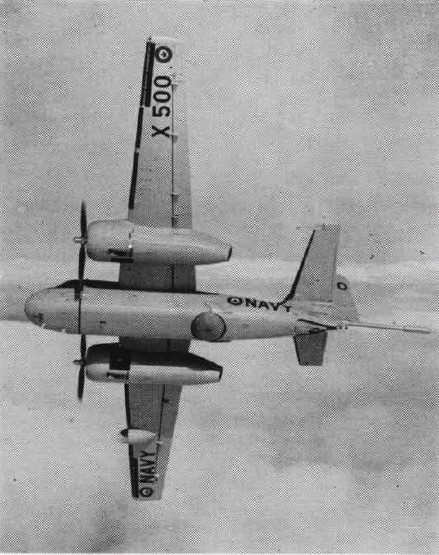
Protiponorkový letoun de Havilland Canada S2F-1 Tracker roku 1972 získalo letecké muzeum Shearwater
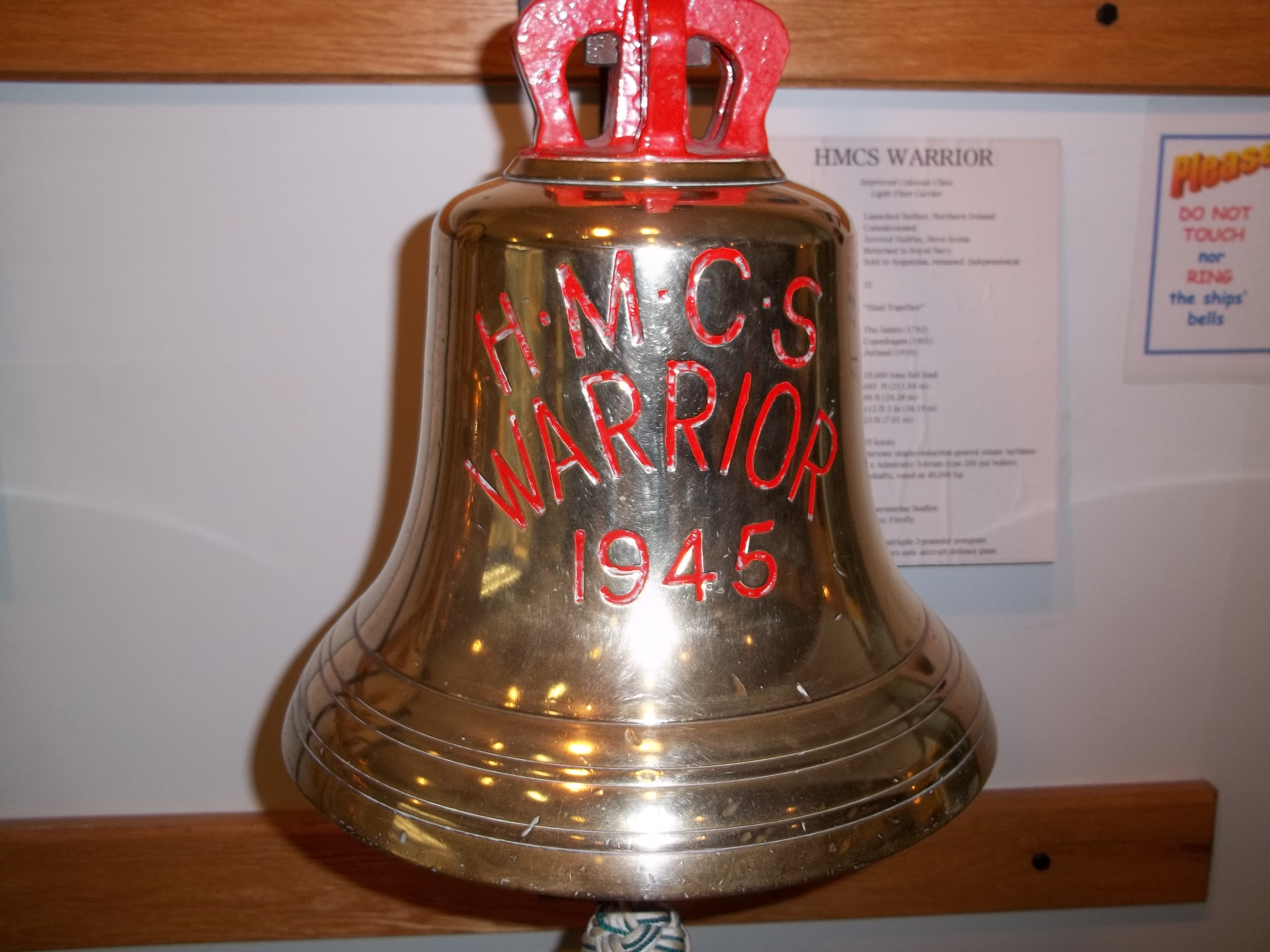
Zvon z kanadské lehké letadlové lodě HMCS Warrior (CVL-20)
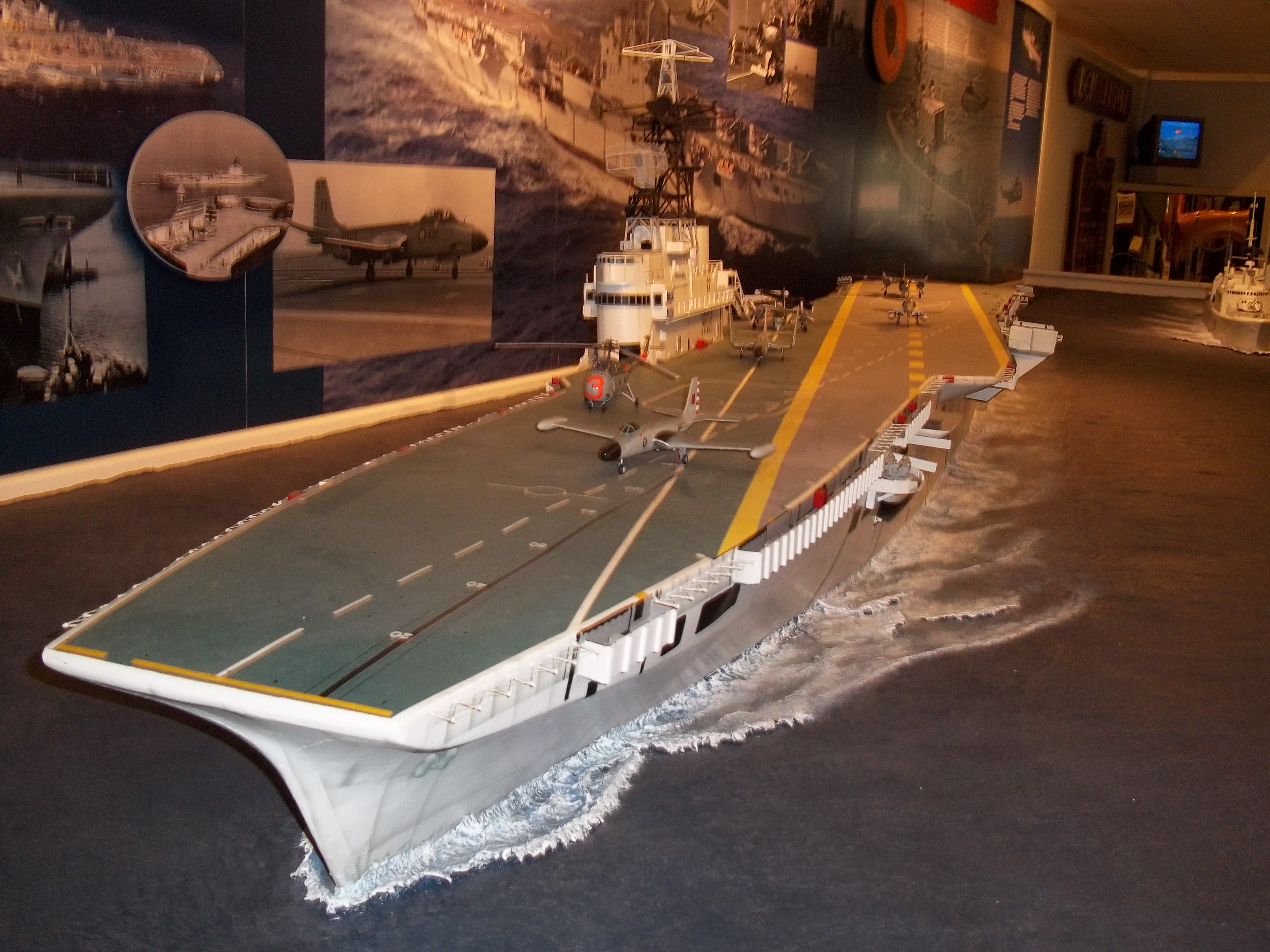
Model kanadské lehké letadlové lodě HMCS Bonaventure (CVL-22) vystavený v muzeu